# Bonjour la France
Pour les articles homonymes, voir Bonjour (homonymie).
Bonjour la France puis Bonjour la France, bonjour l'Europe est un magazine matinal créé et présenté par Jean-Claude Bourret au côté de Muriel Hees (météo) tous les week-ends matins à partir du 15 septembre 1984, sur TF1, sur le modèle de Good Morning America et dès septembre 1987 avec Jean Offredo, Jean-Claude Narcy, Ladislas de Hoyos ou Michel Cardoze jusqu’au 30 décembre 1990. L'émission obtient une moyenne de deux millions de téléspectateurs et 30% de part d'audience, face à sa concurrente sur la Deux,, après avoir obtenu en janvier 1988, 570 000 téléspectateurs, face aux 4 millions d'audience de Télématin, à la même période.

## Historique
Sur le modèle américain Good Morning America diffusée sur ABC depuis 1975 et sur l'impulsion de Georges Fillioud, la télévision publique nationale française ouvre une nouvelle tranche horaire matinale, jamais exploitée jusqu'alors, sauf pour quelques retransmissions d'événements.
Jusqu'aux années 1980, la télévision française exploite peu les tranches matinales en dehors du week-end, de quelques événements ou retransmissions spéciales. L'édition du week-end de Bonjour la France est diffusée sur TF1 à partir du 15 septembre 1984. Toutefois, la première émission quotidienne du matin intitulée « Le 7/9 » est lancée dès le 4 novembre 1984, sur la première chaîne payante française Canal+, présentée par Michel Denisot et Danielle Askain, avec le concours de la rédaction de la chaîne cryptée, parmi laquelle on note Jérôme Bonaldi; l'émission magazine de Canal+ est construite autour de chroniques cinéma, musicales, culturelles ainsi que de courts rappels d'information.
Le concurrent direct sur la chaîne publique nationale Antenne 2 est l'émission Télématin, mise à l'antenne dès le 7 janvier 1985 du lundi au vendredi, sur Antenne 2.
En septembre 1987, le programme Bonjour la France inaugure la grille quotidienne de la première chaîne.
À la suite du départ de Jean-Claude Bourret pour La Cinq, en septembre 1987, l'émission devient Bonjour la France, bonjour l'Europe le week-end, présentée par Jean Offredo, jusqu'en 1990. En semaine, elle conserve son titre d'origine et est animée par Jean Offredo, Jean-Claude Narcy, Ladislas de Hoyos ou Michel Cardoze, jusqu’en décembre 1990.